# Качанівський газопереробний завод
Качанівський газопереробний завод — український газопереробний завод, структурний підлрозділ публічного акціонерного товариства «Укрнафта. Має у своєму складі Качанівське, Глинсько-Розбишівське і Анастасівське виробництво. Завод здійснює підготовку та переробку газу, нафти та конденсату з родовищ НГВУ «Охтирканафтогаз» і «Полтаванафтогаз».

## Історія
Завод введений в експлуатацію у 1975 році. Завод організований в жовтні 1978 року на базі компресорного цеху Охтирського НГВУ. В лютому 1979 року до заводу був доданий компресорний цех Полтавського НГВУ, розміщений в Гадяцькому районі Полтавської області. В 1999 р. введено в експлуатацію газліфтну компресорну станцію в Роменському районі Сумськой області.
В 1991 році розпочато виробництво пропану для власних потреб на Глинсько-Розбишівському виробництві, а також скрапленого газу для реалізації споживачам. В березні 1993 року установка виробництва пропану пущена в експлуатацію на Качанівському виробництві. В 1995 році здано в експлуатацію склад ЛЗР на 600 м³ зі змогою компаундування палива на основі стабільного бензину. В жовтні 1995 року на заводі розпочато виробництво моторного палива МТГ-76 та МТА-76 з стабільного бензину з використанням присадок коксохімічного виробництва. 6 травня 1998 року Качанівський ГПЗ перереєстрований як структурний підрозділ ВАТ «Укрнафта». На основі наказу ВАТ «Укрнафта» № 224 від 28 грудня 1998 р. Качанівський ГПЗ переведено на нові умови взаємовідносин — підготовки та переробки сировини на давальних умовах з 1 січня 1999 р. В зв'язку з цим, вся продукція, що виробляється заводом, стала власністю замовника, а завод почав надавати послуги по переробці сировини. В своїй діяльності завод повинен обслуговувати підприємства «Охтирканафтогаз», «Полтаванафтогаз», але керівництво заводу намагається забезпечити максимальне завантаження діючого обладнання з метою збільшення випуску продукції й зменшення витрат на її виробництво, для чого на взаємовигідних умовах приймає на переробку сировину від комерційних структур.
Качанівський ГПЗ складається з трьох виробництв: Качанівське (Качанівський цех переробки газу і Качанівський цех підготовки та стабілізації нафти), Глинсько-Розбишівське (Глинсько-Розбишівський цех переробки газу) та Анастасівське (Анастасівський цех підготовки та компремування газліфтного газу). На установках заводу проходе підготовка і переробка газу, котрий добувається в Сумській, Полтавській та Харківській областях, а також відділення широкої фракції легких вуглеводів та отримання скрапленого газу, та стабільного бензину.
9 та 10 березня 2022 року під час боїв за Охтирку завод зазнав авіаудуру з боку російських військ. В результаті двох авіаударів було повністю знищено товарно-сировинний парк Качанівського цеху підготовки та стабілізації нафти.

## Продукція
- сухий відбензинений газ;
- гази горючі природні промислового й комунально-побутового призначення;
- гази вуглеводні сжижені для автомобільного транспорту й комунально-побутових потреб;
- бензин газовий стабільний.

## Завдання
- прийом, підготовка й компресування природного й нафтового газу;
- прийом та компримування газліфтного газу;
- подача споживачам Сумської й Полтавської областей та в систему Укргазпрому;
- видобуток з газу конденсату широкої фракції легких вуглеводів з наступним розділом на скраплений газ та стабільний бензин.